# Szexuális visszaélések a magyar katolikus egyházban
A szexuális visszaélések a magyar katolikus egyházban a magyar katolikus egyház papjai, szerzetesei és a klérus más tagjai által elkövetett szexuális visszaélések. A jelenség a 20. század végén és a 21. század elején számos országban napvilágra került, a katolikus egyházban történt szexuális visszaélések része.
A rendszerváltás előtti esetekről keveset tudni, mert sem az azokat gyakran zsarolásra felhasználó állambiztonság, sem a vádat számos koncepciós eljárásban is alkalmazó „igazságszolgáltatás,” sem a botrányt és az egyházüldözés számára támadási felületet kerülni igyekvő egyházi vezetés nem volt érdekelt az átláthatóságban. Később az egyházi vezetők évtizedekig az ügyek eltussolását választották, vagy félelemből, a botrány elkerülése érdekében, vagy rosszul értelmezett irgalmasságból, az elkövetők megváltozásában bízva. Ennek részeként a világi törvények szerint bűncselekménynek minősülő esetek bejelentését is gyakran elmulasztották.
Az Apostoli Szentszék és a Hittani Kongregáció lépései hatására 2011-től a magyar katolikus egyházban is elindult egy változás; a Pannonhalmi Bencés Főapátság például az első ügyek felmerülésétől kezdve alapos vizsgálatokat indított és külső szakértők bevonásával gyermekvédelmi programot dolgozott ki, de 2019-re az egész egyházban sok előrelépés történt az ügyek kezelésében (gyanú felmerülése esetén „a papot rögtön felfüggesztik és ezzel eltávolítják a gyerekek közeléből, közben megindulnak a vizsgálatok, majd ettől függően visszahelyezik vagy kizárják a papot.”) A Magyar Katolikus Püspöki Konferencia a visszaélések jelzésére szolgáló rendszer hozott létre, és kidolgozta a vizsgálatok eljárásrendjét, melynek már szerves része a világi hatóságokkal való együttműködés is. A püspöki kar közleményben kért bocsánatot az áldozatoktól. A világ számos országától eltérően ugyanakkor a magyar katolikus egyház nem folytatott átfogó vizsgálatokat a szexuális visszaélésekről.

## Nyilvánosságra került esetek

### A rendszerváltás előtt
A rendszerváltás előtt az állambiztonság gyakran más ügyekben (pl. tiltott hitoktatás miatt nyomozva) szerzett tudomást katolikus egyházi személyek által elkövetett szexuális visszaélésekről. Erről adott esetben szűkös információkat átadtak az egyházi elöljáróknak, akik többnyire „a csend érdekében” a pap áthelyezésével söpörték szőnyeg alá az ügyet. A szexuális szokások feltárása, és zsarolás eszközeként való alkalmazása ugyanakkor bevett módszer volt a politikai rendőrség részéről. Független igazságszolgáltatás és sajtó hiányában kevés nyilvános információ maradt fenn, az – egyébként is megbízhatatlan – állambiztonsági jelentések szexuális szokásokra vonatkozó részét pedig az Állambiztonsági Szolgálatok Történeti Levéltára működését szabályozó törvény szerint a kutatók sem ismerhetik meg. Az egyházi archívumokat sem vezették alaposan, mivel okkal tartottak attól, hogy az államhatalom felhasználja ellenük a saját feljegyzéseiket.
Emellett arra is tekintettel kell lenni, hogy ezt a vádat számos koncepciós eljárásban is alkalmazták a korszakban, jellemzően a „politikai bűncselekmény” „megerősítése” céljából.

### Esztergom-Budapesti főegyházmegye
Egy budapesti plébánián szolgáló, pappá szentelés előtt álló diakónus, Szűcs Balázs 1999-től molesztálta az akkor 13 éves Pető Attilát. (Később felszentelték és máshová helyezték.) Az áldozat valamikor 2003 és 2006 között előbb egy tanárának, majd korábbi iskolája igazgatójának, végül Snell György plébánosnak is előadta a történteket. Utóbbi a Főegyházmegyei Hivatalhoz irányította, ahol Udvardy György helynök meghallgatta, de a fiú nem ment vissza a megbeszélt időpontban írásos nyilatkozatot tenni. Amikor az ügyhöz kapcsolódó zsarolás miatt az áldozat testvére ellen 2008-ban büntetőeljárás indult, a molesztálást is vizsgálták, de elévülés miatt lezárták az eljárást. Az áldozatról pszichológiai szakvélemény készült, mely szerint trauma érte; Snell ezt olvasva az áldozat szerint „elsírta magát, bocsánatot is kért, hogy nem hitt nekem”. Snell bár elismerte, hogy látta, olvasta a szakvéleményt, bejelentést a Főegyházmegye Hivatalában nem tett, így az érintett pap 2008–2016-ig (laicizálásáig) még pap maradhatott. Miután az áldozat 2015 nyarán hivatalos, jegyzőkönyvezett bejelentést tett a Főegyházmegyei Hivatalnál, egyházi vizsgálat indult, melynek során a molesztálót előbb eltiltották a nyilvános papi működéstől, majd – miután újabb tanúk jelentkeztek – 2016 decemberében a pápa laikusi állapotba helyezte. Az egyház ugyan a rendőrségen is feljelentette Szűcsöt, elévülés miatt nem indítottak eljárást. 2021-ben Pető volt az első áldozat, aki névvel vállalta a történetét, majd két másik áldozat is megszólalt. Összesen legalább 20-an jelentkeztek az egyháznál, hogy Szűcs Pető első bejelentése és a vizsgálat megindulása közötti 12 évben zaklatta őket vagy gyermeküket. A II. kerületi önkormányzat 2024-ben vonta vissza a Szűcsnek 2012-ben megítélt Gyermekekért díjat.
2019-ben az áldozat felkereste Snell Györgyöt azzal a céllal, hogy bocsánatkérést csikarjon ki, de a titokban készített hangfelvételen Snell elhárította a felelősséget. Miután többször írásban fenyegetőzött budapesti és veszprémi szentmisék megzavarásával, Snell György és Süllei László helynök bejelentést tettek, és a távolságtartás elrendelését kérték a hatóságoktól. Az ügyészség kezdeményezésére bírósági eljárás indult, melynek eredményeképpen Pető Attilát a bíróság 2023-ban másodfokon is bűnösnek találta zaklatás miatt. Az eljárást Bakos Zsolt plébános nyilvánosan helytelenítette, véleménye szerint „hát nem igaz, hogy nem tudtuk ezt mi is normálisan lezárni; elmondani, mi történt, leülni a szülőkkel, a gyerekekkel, megkérdezni, miben segíthetünk, bocsánatot kérni...” Az ügy kezelésében Dobszay Benedek ferences tartományfőnök-helyettes is hiányolta az emberi gesztusokat.
A Pető Attila elleni eljárást Hodász András – ekkor már a szolgálat alól saját kérésére felmentett – katolikus pap „a társadalom szégyenének” nevezte. Elmondta, hogy kamaszkorában maga is egy fiatal, népszerű pap szexuális visszaélésének áldozata lett, akinek végül a rendőrség gyermekpornográf felvételeket talált a számítógépén. Az egyházi eljárást is lefolytatták, és az elkövetőt 2007–2008 körül kitették a papi szolgálatból.
2024 decemberében Erdő Péter érsek gyermek- és ifjúságvédelmi szolgálatához bejelentés alapján előzetes vizsgálatot indított egy budapesti plébános ellen, melynek során az illetőt minden papi tevékenységtől eltiltott és felmentett egyházi beosztásai alól. A folyamatban lévő vizsgálat mellett rendőrségi bejelentés is történt. A Válasz Online az érintettben Pajor András herminamezői plébánost azonosította; a rendszeresen a kormánypártok mellett kampányoló pap – többek között az „ifjúságnevelésben vállalt szerepéért” – korábban állami kitüntetést kapott. A Vasárnap.hu ezzel szemben olyan hívekkel közölt riportot, akik nem tapasztaltak vagy akár elképzelhetetlennek tartották a vádakban szereplő cselekményeket.

### Székesfehérvári egyházmegye
1999-ben Mezei István dégi plébános ellen az általános iskola kántor-énektanára által felvett vallomások és a szülők feljelentése alapján indult rendőrségi nyomozás könnyű testi sértést, az ügyészségi nyomozás kiskorú veszélyeztetését állapította meg, a zaklatás vádját nem találták bizonyítottnak. Az igazságügyi orvosszakértő azonban pszichiátriai betegséget állapított meg nála, ezért nem kellett bíróság elé állnia. Takács Nándor püspök 2000-ben és 2001-ben más szolgálati helyre küldte, majd 2002-ben a Székesfehérvári egyházmegye „irregularitást” megállapítva felmentette a papi teendők alól.
2018-ban egy – korábban szemérem elleni erőszak miatt hat évet börtönben töltött – tatabányai hitoktató ellen merült fel egy 7 és egy 9 éves kislány molesztálásának gyanúja. Mint kiderült, a hitoktatáshoz nem kellett erkölcsi bizonyítványt bemutatni. Az egyházmegye az illetőt elbocsátotta, és szigorította a hitoktatók felvételi rendszerét és munkájának ellenőrzését.
Az egyházmegye 2019-es tájékoztatása szerint Spányi Antal 2003-ban kezdődött püspöki szolgálata óta három bejelentés érkezett a az egyházmegye papjai vagy alkalmazottai ellen gyerekmolesztálás miatt; mindhárom a világi hatóságoktól, akikhez a panasztevők fordultak. A vizsgálatok közül kettő ekkor még folyamatban volt.

### Veszprémi főegyházmegye
2014-ben került napvilágra, hogy V. Gábor cserkészvezető, az érsekség ifjúsági irodának vezetője két kiskorú fiút kényszerített maszturbálásra. A Magyar Cserkészszövetség bejelentést tett a hatóságoknál. Márfi Gyula érsek tudomása szerint felfüggesztett börtönbüntetést szabtak ki rá.
Az egyházmegye 2019-es tájékoztatása szerint Márfi 1997-ben kezdődött érseki szolgálata óta három bejelentés érkezett: két esetben szülők tettek bejelentést pedofíliagyanús ügyekben, melyeket a vizsgálat nem talált megalapozottnak, egy esetben pedig egy polgármester vádolt meg tettleges bántalmazással egy papot, melyben a világi hatóságok nem hoztak elmarasztaló ítéletet.

### Kalocsa-Kecskeméti főegyházmegye
2000-ben a Kalocsa-Kecskeméti főegyházmegye egyik papja nyilvános facebook-posztban vádolta meg Bábel Balázs érseket és több más egyházi személyt, hogy tudtak az általa 18 éves papnövendék korában egy szemben hatalmi pozícióban lévő paptársa, Dr. Mészáros István részéről hónapokon keresztül elszenvedett szexuális zaklatásról (hiszen 2010-ben részletes levélben számolt be róla), mégsem tettek semmit. Az ügyet kivizsgálták, és bár „a vizsgálat nem állapított állami jogszabályokba ütköző cselekményt”, annak az érsekség szerint „személy következményei lettek”; ez azt jelentette, hogy az érintett lemondott általános helynöki megbízatásáról, de továbbra is köztiszteletben álló pap maradt, és számos szolgálatot vállal, többek között a kalocsai speciális gyermekotthon növendékeivel is foglalkozik.
A főegyházmegye 2023-ban közleményben hozta nyilvánosságra, hogy Rónaszéki Gábor kiskunfélegyházi plébános (a budapesti Központi Papnevelő Intézet korábbi rektorhelyettese) ellen gyermekbántalmazási ügyben folyik vizsgálat. Az egyházmegyei bejelentőoldalra 2022 novemberében érkezett jelzés alapján Bábel Balázs érsek másnap felfüggesztette az érintett papot, és vizsgálatot indított, majd az érintettek meghallgatása alapján rendőrségi feljelentést tett. Az előzetes vizsgálat anyagát a Vatikán felé is továbbították, az áldozatokat pedig együttérzéséről biztosította az érsekség, felajánlva nekik a Kecskeméten működő Reménység Háza Lelkigondozói és Mentálhigiénés Tanácsadó Szolgálat szakembereinek segítségét. A Hittani Dikasztérium vizsgálata alapján a gyanúsítottat – a lehető legsúlyosabb egyházi büntetést kiszabva – papi állapotából elbocsátották. A Nemzeti Nyomozó Iroda nyomozása alapján a Bács-Kiskun Vármegyei Főügyészség 2024 áprilisában többrendbeli, hatalmi befolyási viszonnyal visszaélve elkövetett szexuális visszaélés miatt vádat emelt ellene. A vádirat szerint 2019 és 2022 között négy fiatalkorúval végzett szexuális cselekményeket, közülük ketten 14 éven aluliak voltak az elkövetés időpontjában. Rónaszéki az egyházi eljárásban részben elismerte tetteit, a bíróságon viszont tagadó pozícióból indult.
2024 szeptemberében derült fény Hatházi Róbert kecskeméti plébános (a magyar katolikus egyház egyszázalékos kampányának papi arca, Ferenc pápa magyarországi látogatása alkalmával a sekrestyei szolgálat vezetője) ügyére, aki pappá szentelése előtt négy évet töltött a homokkomáromi (Zala megye) Nyolc Boldogság Közösségben, egy kommuna jellegű egyházi közösségben. Itt ismerte meg egyik későbbi áldozatát, aki csak évekkel később, terapeutájának számolt be a történtekről. A bejelentést az érintett közösség egyik tagja tette meg augusztus 16-án, miután értesült a vádról. A Pesti Srácok forrásai öt áldozatról (az említetten kívül négy kecskeméti ministránsról) tudnak. Bábel Balázs érsek az érintett papot még aznap felfüggesztette, és vizsgálatot indított. A világi hatóságok felé is bejelentették az ügyet, melyben a Nemzeti Nyomozó Iroda jár el.
Ugyanebben az időszakban került napvilágra Bese Gergő dunavecsei plébános ügye, aki ellen azért indult egyházi vizsgálat, mert kettős életet élhetett, homoszexuális kapcsolatokat tartott fenn és orgiákra járt. Kiskorúak elleni visszaélés esetében nem merült fel.
Sajtóinformációk Tóth Tamást, a püspöki konferencia titkárát hírbe hozták azzal, hogy több kényes ügyet „simított el,” illetve „barátságból adódóan védte” az egyik feltételezett elkövetőt. Tóth 2024 októberében lemondott posztjáról, de a vele szemben megfogalmazott állításokat jogi képviselője útján vitatta. Az őt ilyen színben feltüntető portálok ellen sajtó-helyreigazítási eljárásokat kezdeményezett, mely nyomán a HVG helyreigazítást tett közzé, több másik lap pedig közölte levélben megküldött nyilatkozatát. A Válasz Online ellen indított sajtópert visszavonta, majd részletes interjút adott a lapnak.
2024 októberében kiskorút érintő bűncselekmény miatt érkezett bejelentés egy plébános ellen; az illetőt a vizsgálat idejére felfüggesztették. Novemberben újabb papot függesztett fel a kalocsa-kecskeméti érsek bűncselekmény gyanúja miatt, ami sajtóértesülés szerint kiskorút érintő bűncselekmény lehet.

### Szeged-Csanádi egyházmegye
2001-ben a deszki plébános ellen tett panaszt a megyéspüspöknél az iskola igazgatónője, napközis nevelője és tíz szülő azzal, hogy veri a fiúkat és megengedhetetlen módon simogatja a lányokat. Miután érdemi választ nem kaptak, az egyik szülő a sajtóhoz fordult. Az egyházmegye ezt követően indított vizsgálatot. A fejér megyei Káloz polgármestere sajtótájékoztatón mondta el, hogy a korábban ott szolgáló pap megvert egy fiút az iskolában, amiért leváltották, valamint három olyan esetről tud, amikor kislányokat zaklatott. Két évvel később Gyulay Endre püspök azt nyilatkozta, hogy „A nyakamat tettem volna rá, hogy nem igazak a vádak, mégis felmentettem a beosztásából”.
2011-ben egy másik plébánossal szemben merült fel fiatalkorúval létesített szexuális kapcsolat gyanúja, amiért Kiss-Rigó László püspök felfüggesztette és vizsgálat indult, melynek eredménye nem került nyilvánosságra. 2013-ban már más szolgálati helyen működött.
2023-ban Kiss-Rigó László püspök egy orvosként is praktizáló nyugalmazott lelkészt „kiskorúval való illetlen viselkedés gyanúja” miatt mindennemű papi tevékenységtől eltiltotta, és előzetes vizsgálatot rendelt el.

### Pécsi egyházmegye
2011-ben vizsgálat indult egy plébános ellen, mert az Interpol jelzése szerint gyermekpornográfiát tartalmazó felvételeket töltöttek le a számítógépére. A pécsi püspök azonnal felfüggesztette, de mivel az ügyészség nem látta bizonyítottnak, hogy ő töltötte le a felvételeket, és az egyházmegyei vizsgálat sem talált okot büntetésre, visszahelyezték a szolgálatba.
2017-ben egy másik, fiatal és népszerű plébánossal kapcsolatban merült fel, hogy egy gimnazista fiúval volt viszonya. Udvardy György püspök azonnal felfüggesztette, mert „felmerült a fiatalkorúak veszélyeztetésének gyanúja.” A rendőrség végül megszüntette a nyomozást azzal, hogy „cselekedetével az akkor még kiskorúak testi, értelmi, erkölcsi vagy érzelmi fejlődését nem veszélyeztette”. Az illető azonban saját elhatározásából elhagyta a papi pályát, az egyházi vizsgálat pedig 2019-ig nem zárult le.

### Egri főegyházmegye
Egy plébánossal szemben 2011-ben érkezett „haladéktalan intézkedést sürgető” bejelentés az Egri főegyházmegyéhez. Felfüggesztették és vizsgálat indult, de ennek eredménye nem került nyilvánosságra. 2013-ban már más szolgálati helyen működött. 2017-ben végül elhagyta a papi pályát.

### Váci egyházmegye
2007-ben egy plébánossal szemben tett bejelentést egy 20 éves férfi egy szexuális tartalmú sms miatt. Miután úgy látta, hogy a Váci egyházmegye nem vizsgálja ki megnyugtatóan az esetet, a sajtóhoz fordult. Beer Miklós püspök elismerte, hogy egy év alatt 3–4 bejelentést kapott az érintett papról, akire korábbi szolgálati helyén is volt panasz, de tehetséges, lelkiismeretes papnak tartotta, akit sokan szeretnek. Végül vizsgálatot indított, de ennek eredménye nem került nyilvánosságra.
A Gyermek- és Ifjúságvédelmi Szolgálat 2019-es létrehozását követően 2025-ben érkezett az első bejelentés szexuális visszaélés gyanújáról. Az egyházjogi szabályoknak megfelelően Marton Zsolt püspök előzetes vizsgálatot rendelt el, az érintett lelkipásztort átmeneti óvintézkedésként felfüggesztette, és az érintettek számára lelki és pszichológiai támogatást kínált fel. Kifejezte fájdalmát az esemény miatt, együttérzéséről biztosította az érintetteket, és hangsúlyozta, hogy az eset kapcsán együttműködik a világi hatóságokkal.

### Hajdúdorogi főegyházmegye
2023-ban került nyilvánosságra, hogy a (görögkatolikus) Hajdúdorogi főegyházmegye egyik papjával szemben szexuális visszaélés vádja merült fel. Az illető házas, családos ember; egy hajdúsági gyermekvédelmi intézmény vezetője volt, amikor a Gyermekvédelmi Szakszolgálat feljelentette egy kamaszlány molesztálása miatt. A rendőrségi vizsgálat bűncselekmény hiányában történt lezárását követően áthelyezték egy másik megyébe, de ott is feljelentette egy 9 éves kislány anyja, ami miatt rendőrségi eljárás volt folyamatban. Kocsis Fülöp érsek ekkor még koholtnak látta a vádat, ezért nem is függesztette fel a gyanúsítottat a papi szolgálat alól, a bíróság azonban bűnügyi felügyelet alá vonta, ezzel eltávolította a gyerekek közeléből. Egy harmadik rendőrségi bejelentés után szexuális erőszak bűntettének megalapozott gyanúja miatt folyt nyomozás, majd 2024 februárjában az ügyészség vádat is emelt. A vádirat szerint a rendőrségi nyomozás öt áldozat esetében igazolta a szexuális erőszakot vagy szexuális kényszerítést lakásotthonokban és iskolákban. A főegyházmegye közleménye szerint a párhuzamos egyházi vizsgálat eredményei alapján ekkorra már szolgálaton kívül helyezték, majd 2023. októberében minden papi tevékenységtől eltiltották a gyanúsítottat, együttérzésüket fejezték ki az áldozatokkal, és felajánlották számukra támogatásukat.
Kocsis Fülöp püspöki szolgálatának 15 éve alatt ez volt az első ügy, amiben el kell járnia, és az egész görögkatolikus egyházban sem merült fel addig másik eset.

### Bencés rend
2015-ben Várszegi Asztrik pannonhalmi főapát hozta nyilvánosságra – először név említése nélkül – Varga Mátyás papköltő gyermekmolesztálási ügyét. A vizsgálat 2016-ban egy további, akkor már 70 év feletti bencést is érintettnek talált. Az egyházi (kánonjogi) eljárás eredményeképpen ő a közösségben maradhatott, de a nyilvános papi működéstől eltiltották, míg Varga elhagyta a rendet, és egy brüsszeli domonkos kolostorba távozott; a főapát a rend nevében nyilvánosan bocsánatot kért az áldozatoktól. A világi hatóság elévülés miatt nem emelt vádat ellenük.
A rend 2019-es tájékoztatása szerint további két esetre derült fény, melyekben ekkor folyamatban volt az egyházi eljárás. Az egyik a főapátság által fenntartott Szent Benedek Iskola tagintézményében történt, ahol a diákok panasza alapján a főegyházmegye megszüntette az érintett civil pedagógus munkaviszonyát és feljelentést tett. A másik egy – nem a főapátsághoz tartozó – idős bencés szerzetesre vonatkozott, mely a polgári jog szerint elévült, és a bejelentő nem kívánt rendőrségi feljelentést tenni. 2023-ban a Szent Mór Bencés Perjelség tette közzé, hogy öt év után lezárult a vizsgálat, mely szerint az illetőt a győri Czuczor Gergely Bencés Gimnáziumban az 1990-es években elkövetett gyermekbántalmazás miatt már korábban kizártak a rendből és eltávolítottak a gyerekek közeléből, de a lassú vatikáni vizsgálat végén a papságból is. A három áldozattól bocsánatot kértek, és támogatást – büntetőjogi segítséget, pszichológiai tanácsadást és terápiát – ajánlottak fel számukra. Az áldozatok megnyugtatónak tartották, hogy az egyházi eljárás komolyan vette a panaszukat, és az ügyet lezártnak tekintik.

### Ferences rend
A rend 2019-es tájékoztatása szerint a megelőző másfél-két évtizedben gyermeket érintő eset nem történt, míg fiatalkorúakat érintően két folyamatban lévő ügyről számoltak be, az egyik világi, a másik egyházi személlyel kapcsolatban. Ahol a büntethetőség kérdése felmerült, megtették a szükséges bejelentéseket, de egyik eset sem érte el a rendőrség ill. az ügyészség ingerküszöbét.
2021-ben egy ferences atyát vizsgálat lefolytatása után 12 évre eltiltottak a nyilvános misézéstől, a szentségek és szentelmények kiszolgáltatásától, valamint „tilos olyan tevékenységet végeznie, amelynek során kiskorúakkal, vagy olyanokkal kerülne kapcsolatba, akik nem rendelkeznek értelmük tökéletes használatával”. A döntést a rend római generálisa hozta meg, és komoly büntetésnek számít, de jelzi azt is, hogy tettét nem a legsúlyosabbak közé sorolták. Az illető az egyik bejelentőt rágalmazásért feljelentette az egyházi feljárásban történt bejelentéséért, amiért a bíróság elsőfokon sérelemdíjat ítélt meg neki.
Dobszay Benedek tartományfőnök-helyettes, a Szerzetesi Iroda Emberi Méltóság projektjének egyik vezetője 2021-es interjújában rendi elöljárói időszaka tapasztalatai alapján 2–4%-ra becsülte a szexuális visszaélést elkövető papok arányát.

### Piarista rend
Az 1980-as években a Piarista Gimnázium egy fiatal szerzetestanára szexuális molesztálást követett el egy 15 éves fiú ellen, amit a fiú bejelentése után a rend belső vizsgálata is megerősített. Az iskolából eltávolították, de rövid külföldi tartózkodás és egy pszichológusi értékelés után egy másik iskolájukba visszahelyezték. Miután ott is felmerült egy eset, végleg eltávolították az iskolákból, de a rendből nem zárták ki; Jelenits István tartományfőnök arra kérte, hogy lépjen ki. Ő a Szeged-Csanádi egyházmegyébe ment, ahol további harminc évig papként szolgált; püspökét a piaristák nem tájékoztatták a múltjáról. 2010-ben a budapesti Apostoli Nunciatúra is vizsgálódott, de ennek eredménye nem került nyilvánosságra. 2019-ben egy dunántúli templomba került, majd a sajtó érdeklődése nyomán betegszabadságot kért.
2015-ben a piaristák egy nagykanizsai szerzetestanára, N. Gábor Tamás jogerősen másfél év felfüggesztett börtönbüntetést és öt év tanári pályától való eltiltást kapott, mert két diákhoz megpróbált szexuális céllal közeledni. Még elítélése előtt elhagyta a papi és szerzetesi pályát. Az egyházi eljárás 2019-ben még folyamatban volt.
A rend 2019-es tájékoztatása szerint a megelőző 35 évben 7–8 bejelentés érkezett szerzetes vagy alkalmazott visszaélésére vonatkozóan, melyek közül 6 vonatkozott szexuális abúzusra. Mindegyiket kivizsgálták, melynek eredményétől függően volt, akit felfüggesztettek, volt, akit elbocsájtottak, volt, aki önként távozott az iskolából vagy – ha rendtag volt – a rendből. A világi hatóságoknak három esetben tettek bejelentést.
2021-ben egy – korábban a Magyar Cserkészszövetség országos vezetőségében is szerepet vállaló – piarista atyát, akiről több évtizedes szóbeszédek után születtek bejelentések, Szakál Ádám tartományfőnök vizsgálat lefolytatása után eltiltott „a kiskorúakkal való minden fajta kapcsolattartástól.”

### Nyolc Boldogság Közösség
2024 nyarán érkezett bejelentés egy, a Nyolc Boldogság Közösség női szerzetesi ágához tartozó apáca ellen, aki a Pannonhalmi Főapátság által fenntartott Balatonfüredi Szent Benedek Gimnázium, Technikum és Kollégiumban látott el szolgálatot. A közösség nemzetközi elöljárója, Johannes-Maria Poblotzki előzetes egyházi kivizsgálást indított, és az apácát azonnal visszahívták az iskolai munkából. Az eredmények alapján közvetlen szexuális bűncselekmény valószínűleg nem történt, de kiskorúak veszélyeztetése és más bűncselekmények gyanúja fennáll, ezért rendőrségi feljelentés is született.

### Más egyházmegyék és szerzetesrendek
A Szombathelyi egyházmegye és a Hajdúdorogi metropólia, valamint a pálos, a szalézi és a jezsuita rend vezetésének 2019-es tájékoztatása szerint a megelőző évtizedekben nem érkezett hozzájuk ilyen tartalmú bejelentés.

### Egyéb esetek
2019-ben Bukta Imre festőművész a 24.hu-nak adott interjújában nyilatkozta, hogy bár hisz Istenben, templomba nem jár, mert kiskorában zaklatta egy pap. Az élményt egyik művében kidolgozta magából, és megbocsátott az elkövetőnek.
Az 1943-ban pappá szentelt, majd Fribourg-ban doktorált és Amerikába kivándorolt Pintér Sándor (Alexander Pinter) 1956-ban lett az ohiói Toledo magyar templomának plébánosa. Visszaemlékezések szerint a következő négy évben rendszeresen vitt vidéki házába és erőszakolt meg ministránsfiúkat. A rendőrség eltussolta az ügyet, csak az egyházi elöljárókat figyelmeztették, ezért először kezelésekre küldték Kanadába, majd más helyen visszatérhetett a szolgálatba, ahol szintén visszaéléseket követett el. 1978-ban hunyt el, addig az esetek nem kerültek nyilvánosságra.
Eördögh András jezsuita szerzetes, miután részt vett az 1956-os forradalomban, majd Kanadába emigrált. A torontói magyarok lelkipásztori szolgálata után 1971-ig Alaszkába ment misszióba. Több állomáshelyet követően a rendszerváltás után hazatért Magyarországra. 2006-ban egy alaszkai férfi megvádolta azzal, hogy 4 és 7 éves kora között rendszeresen molesztálta. A számos vádlottat és áldozatot érintő ügyben peren kívüli megegyezés született az oregoni jezsuita rendtartomány és az áldozatok között, így a magát ártatlannak valló András atya szerepe nem tisztázódott minden kétséget kizáróan.

### Összesítések
A bűnügyi statisztikák szerint a 2005 és 2010 közötti öt évben „ifjúság és nemi erkölcs elleni” bűncselekmény miatt három esetben emeltek vádat egyházi személlyel szemben. Az ügyészség 2010 és 2013 között; 2013 és 2018 között az egységes nyomozóhatósági és ügyészségi bűnügyi statisztika (ENyÜBS) egy (időskorú) egyházi személyt regisztrált kiskorú veszélyeztetése címszóval. Ezek a számok ugyanakkor még az igazságszolgáltatás látókörébe került ügyekről sem adnak pontos képet.
Gyurkó Szilvia, a Pannonhalmi Bencés Főapátság által felkért gyermekvédelmi szakértő 2015-ben azt nyilatkozta, hogy „Miután a különféle, gyakran egymással kombinált bántalmazási esetekről tudtommal Magyarországon nem készült összegzés, valószínű, hogy jóval nagyobb arányban fordulnak elő, mint gondolnánk, akár a papság körében is. Erről a témáról az egyházban nagy az elhallgatás, a hárítás. Ezért fontos a főapátság nyílt kiállása”, illetve szerinte minden száz visszaélésből jó, ha tízre fény derül.

## Hatások
A szexuális visszaélések hatására az áldozatok haragot élnek meg nem csak az elkövetővel, de magukkal és mindenki mással szemben is, hogy engedték megtörténni a visszaélést. Ennek a haragnak az elfojtása és az átéltek miatti szégyen és zavarodottság izolálja az áldozatot, ami ellehetetleníti az átéltek feldolgozását. Emiatt sokan egyszerűen megpróbálják elfelejteni a történteket, ha azonban a harag valamilyen okból felszínre tör, az heves formát ölthet.
Az egyházi vezetők évtizedekig az ügyek eltussolását választották, vagy félelemből, a botrány elkerülése érdekében, vagy rosszul értelmezett irgalmasságból, az elkövetők megváltozásában bízva. Ennek részeként a világi törvények szerint bűncselekménynek minősülő esetek bejelentését is gyakran elmulasztották. Ez a hozzáállás azonban figyelmen kívül hagyta az áldozat megélését, és tévesen feltételezte, hogy a megbocsátás azt jelentené, hogy a tettes csinálhatja tovább azt, amit addig. Dobszay Benedek ferences tartományfőnök, majd tartományfőnök-helyettes tapasztalatai szerint ugyanakkor az áldozatok többsége nem akar botrányt, még feljelentést sem, csak azt, hogy másokkal ne történhessen meg, ami vele történt.
Az esetek súlyosan ártanak az egyházzal szembeni bizalomnak: Patsch Ferenc jezsuita úgy fogalmazott, „Nem hiszem ugyanis, hogy valaki hite túlélheti, ha csalódik azokban, akik Istent és az ő becsületességét, megbízható szeretetét hivatottak reprezentálni.” Hans Zollner, a Gregoriana Pápai Egyetem Gyermekvédelmi Központjának igazgatója, a Pápai Gyerekvédelmi Bizottság tagja szerint ugyanakkor „Ha az egyház nem tudja, hogyan reagáljon, mert nem vette a fáradságot a tények feltárására, nagyobb csorba esik a hírén, mint ha azt mondta volna: Igen, voltak ilyen esetek, nagyon fájdalmasak voltak, és mi megfelelően kezeltük őket.”
Amikor egy papról kiderül egy bántalmazási eset, az nagy károkat okoz a helyi közösségben is.

## Egyházi lépések
A Katolikus Pedagógiai Intézet már a 2000-es évektől kezdve rendszeres pedagógus-továbbképzéseket szervez a gyermekvédelem témakörében. A Magyar Katolikus Püspöki Konferencia (MKPK) a Hittani Kongregáció 2011. május 3-án kelt körlevele alapján elkészítette gyermek- és ifjúságvédelemi szabályzatát.
A jezsuiták korán megalkották gyermekvédelmi szabályzatukat; 2012-ben és 2013-ban tanulmányköteteket jelentettek meg a kérdésben, 2019-ben pedig gyermek- és ifjúságvédelmi konferenciát szerveztek.
A 2015-ben napvilágra került esetekre válaszul a Pannonhalmi Bencés Főapátság – több más katolikus iskolához hasonlóan – gyermekvédelmi programot dolgozott ki az UNICEF segítségével, a tanárokat fejlesztő és kontrolláló, az iskolán belüli visszajelzési kultúrát erősítő elemekkel. 2019-ben a Hintalovon Gyermekjogi Alapítvánnyal, Áder János köztársasági elnök védnöksége alatt 510 fős gyermekjogi konferenciát szerveztek Pannonhalmán Csendtől a szóig címmel, egyházak, civil szervezetek, hatóságok, közfeladatot ellátó intézmények részvételével. A Székesfehérvári egyházmegye 2017-ben alkotta meg gyermekvédelmi szabályzatát, és segítő csoportot állított fel az áldozatok és családtagjaik számára.
A 444.hu szerint 2019-re sok előrelépés történt az ügyek kezelésében: gyanú felmerülése esetén „a papot rögtön felfüggesztik és ezzel eltávolítják a gyerekek közeléből, közben megindulnak a vizsgálatok, majd ettől függően visszahelyezik vagy kizárják a papot.” Az MKPK ugyanakkor többszöri kérésre sem oszt meg adatokat, statisztikákat a kérdésben.
2019-ben a Vatikánban gyermekvédelmi konferenciát tartottak, melyre a püspöki karok és a szerzetesrendek vezetőit hívták meg. Az MKPK-t Veres András képviselte. A találkozón elismerték a probléma súlyát, belátták az egyház hibáit, és ígéretet tettek azok kijavítására. A konferenciát követően adott interjúiban azonban a püspöki kar elnöke arról is beszélt, hogy szerinte „az egyházi visszaélések jelentős többsége a múltban történt, az elkövetők nagyon idősek, vagy már meghaltak”, illetve „Magyarországra nem nagyon jellemző az ilyenfajta bűncselekmény, ami szerintem a kultúránkból is következik. A statisztikai felmérések is azt mutatják, hogy a magyar ember családban gondolkodik, a gyermek az érték, azt védeni kell. Ilyen kulturális háttérben kevésbé fordulnak elő visszaélések, ahol viszont szükség van erre, ott megtesszük a lépéseket.”
A püspöki konferencia március 26-án körlevélben nyilvánította ki, hogy „az Egyházban és a társadalomban nem fogadja el és nem tolerálja a kiskorúak bántalmazását”, és „fontos feladat a megelőzés új, hatékony módjának kifejlesztése minden egyházi intézményben és minden egyházi tevékenység területén.” Döntöttek arról is, hogy a Pázmány Péter Katolikus Egyetem Bölcsészettudományi Kar Vitéz János Tanárképző Központja a Katolikus Pedagógiai Intézettel együttműködésben egy négy féléves, pedagógus szakvizsgára felkészítő akkreditált továbbképzést indít gyermek- és ifjúságvédelmi szakirányban. Májusban a Katolikus Pedagógiai Intézet és a jezsuita rend Ignáci Pedagógiai Műhelye Szentes Judit szociális testvér vezetésével konferenciát és sajtótájékoztatót szervezett „Gyermekeink védelmében” címmel, melyen előadó volt Hans Zollner, a Gregoriana Pápai Egyetem Gyermekvédelmi Központjának igazgatója, a Pápai Gyerekvédelmi Bizottság tagja és Hortobágyi T. Cirill pannonhalmi főapát is, és mintegy 200 fő – többségében pedagógus, illetve két tucat iskolákban is dolgozó szerzetes – vett részt rajta.
Júniusban az MKPK bejelentette, hogy – Ferenc pápa május 7-én kelt „Vos estis lux mundi” kezdetű motu propriójának előírásai szerint – a szexuális visszaélések jelzésére alkalmas rendszert alakít ki. A rendszer októberre fel is állt. Az egyházmegyék bizottságokat, szakértői testületeket hoztak létre a szexuális visszaélésekre vonatkozó bejelentések kezelésére. Honlapjukon külön felületen tájékoztatnak róla, hogy milyen esetekben, milyen módon lehet bejelentést tenni, és azt milyen eljárás követi. Egyes esetekben a bejelentést fogadó bizottság névsorát is közzétették. Nyilvánosságra hozták a püspöki kar 2014-es, azóta frissített gyerekvédelmi irányelveit is. Az eljárásoknak – a korábbi gyakorlattal szemben – már szerves része a világi hatóságokkal való együttműködés. Ha a helyi vizsgálat eredménye szerint egy pappal szembeni gyanú megalapozottsága nem zárható ki, a dokumentációt a Hittani Kongregációnak is meg kell küldeni. Amennyiben bebizonyosodik a szexuális visszaélés, egyre több esetben elbocsátják a tettest a papi szolgálatból, azért is, mert gyakran nem látja be, hogy amit tett, az rossz volt, illetve fennáll a bűnismétlés veszélye. Az eljárások azonban gyakran évekig tartanak, ami az áldozattal, vagy az esetleg ártatlanul meggyanúsított személlyel szemben embertelen.
Szeptemberben az MKPK közleményt adott ki, mely szerint 
A Magyar Katolikus Püspöki Konferencia kijelenti, hogy mindenütt, különösen pedig az Egyházban elfogadhatatlannak tartja és minden lehetséges eszközzel fellép a kiskorúak bántalmazása és a sérelmükre elkövetett szexuális visszaélések ellen. Sajnálattal és együttérzéssel vagyunk mindazok iránt, akik gyermekként sérelmet szenvedtek el. Imádkozunk az ilyen jóvátehetetlen cselekedetek áldozatainak lelki békéjéért, a sebek begyógyulásáért, és az elkövetők helyett bocsánatot kérünk.
Ez volt az első alkalom, hogy a magyar püspökök bocsánatot kértek, 18 évvel II. János Pál pápa után. Szilvásy László piarista tartományfőnök a rend nevében bocsánatot kért az áldozatoktól, és kifejezetten felhívta azokat, akik korábban visszaélést szenvedtek el náluk, hogy jelentkezzenek. Az MKPK 2021-ben újabb közleményben ítélte el a gyermekbántalmazás minden formáját, és kötelezte el magát gyermekvédelmi rendszere továbbfejlesztése mellett.
Gájer László, az Esztergom-Budapesti főegyházmegye gyermekvédelmi felelőse arról számolt be, hogy „zéró tolerancia van érvényben a gyermekek sérelmére elkövetett bántalmazással szemben, arra is kiterjedően, ha valakinek ilyen a tudomására jut, és azt nem jelenti”. Ezen túl olyan programokat és képzéseket szerveznek, melyek segítségével az egyház kötelékében dolgozók felismerhetik annak jeleit, ha egy gyermek bajban van, és a megfelelő helyre tudják irányítani, ahol biztonságos közegben segítséget kaphat. A szemináriumi képzés és a papi továbbképzések programjába is beépítik a gyermekvédelem kérdését. Megfogalmazta azt is, hogy „a médiának nagyon fontos szerepe van abban, hogy a gyermekek védelmének az ügye szerte a világban előtérbe került”. A Katolikus Pedagógiai Intézet 2020-ban az Amerikai Egyesült Államok Katolikus Püspöki Konferenciájával együttműködve elindított egy megelőzésre fókuszáló gyermekvédelmi és szervezetfejlesztési programot Szentes Judit szociális testvér szakmai vezetésével, amelyben 2022-ig 38 (terület és intézménytípus szerint is reprezentatívan kiválasztott) katolikus fenntartású köznevelési és szakképzési intézmény vett részt, majd további intézményekre is kiterjesztették.
Hodász András – ekkor már a szolgálat alól saját kérésére felmentett – katolikus pap 2023-ban azt nyilatkozta,  védhetetlen, hogy a világ számos országától eltérően a magyar katolikus egyház nem folytatott olyan átfogó vizsgálatokat a szexuális visszaélésekről.
Marton Zsolt váci megyéspüspök, a Magyar Katolikus Püspöki Konferencia (MKPK) családügyi bizottságának elnöke 2024. decemberi körlevelében azt írta: „Családreferens püspökként, fájó szívvel kérek bocsánatot Istentől, a gyermekektől, fiataloktól és családjaiktól, mindazoktól, akiket valamilyen bántalmazás ért az egyház szolgálattevői részéről”, és a pápához csatlakozva zéró toleranciát hirdetett a bántalmazással szemben. Ugyanebben az időszakban nyilvánosan bocsánatot kért az egyház tagjai által elkövetett bűnökért Varga László kaposvári és Felföldi László pécsi püspök. Hortobágyi T. Cirill pannonhalmi főapát véleménycikkben osztotta meg tapasztalatait és érzéseit a visszaélések feltárásáról és kért szerzeteselöljáróként bocsánatot, Martos Levente Balázs esztergom-budapesti segédpüspök pedig úgy fogalmazott: „azt hiszem, valójában megerősödnénk, ha bátrabban az áldozatok mellé állnánk”.
2025 elején Gyerekasztal Munkacsoport néven gyermekvédelmi munkacsoport alakult azzal a céllal, hogy előkészítsen egy átfogó, országos múltfeltáró vizsgálatot. Tagjai Dobszay Benedek ferences szerzetes, Feledy Botond külpolitikai szakértő, Gégény István és Görföl Tibor katolikus teológusok, Gyurkó Szilvia gyermekjogi tanácsadó, Hortobágyi T. Cirill pannonhalmi főapát, Pető Attila gyermekvédelmi aktivista és Urfi Péter újságíró Görföl véleménycikkben tíz okot azonosított, amelyek miatt az egyház nehezen néz szembe saját papjai tetteivel, és a korábban kezdődött lengyelországi folyamattal vont párhuzamot.